# Weißenbach (Adelsgeschlecht)

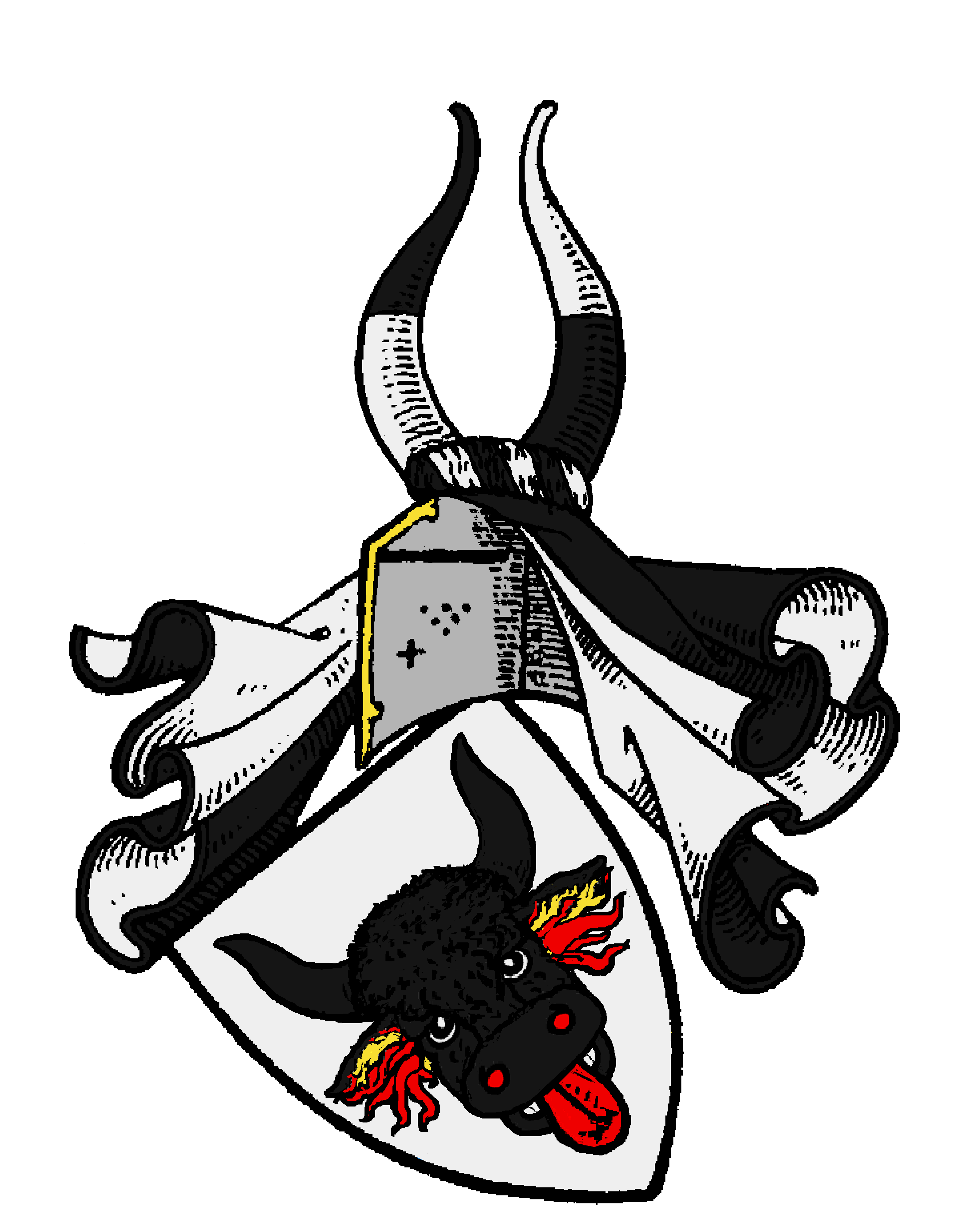
Wappen derer von Weißenbach

Weißenbach ist der Name eines obersächsischen Uradelsgeschlecht des Pleißner Landes mit dem Stammhaus Weißbach bei Schmölln. Die Namensformen wechselten im Laufe der Jahrhunderte (Weißebach,Wizzenbach, Wissenpach, Weißbach, Weyssenbach).

## Geschichte

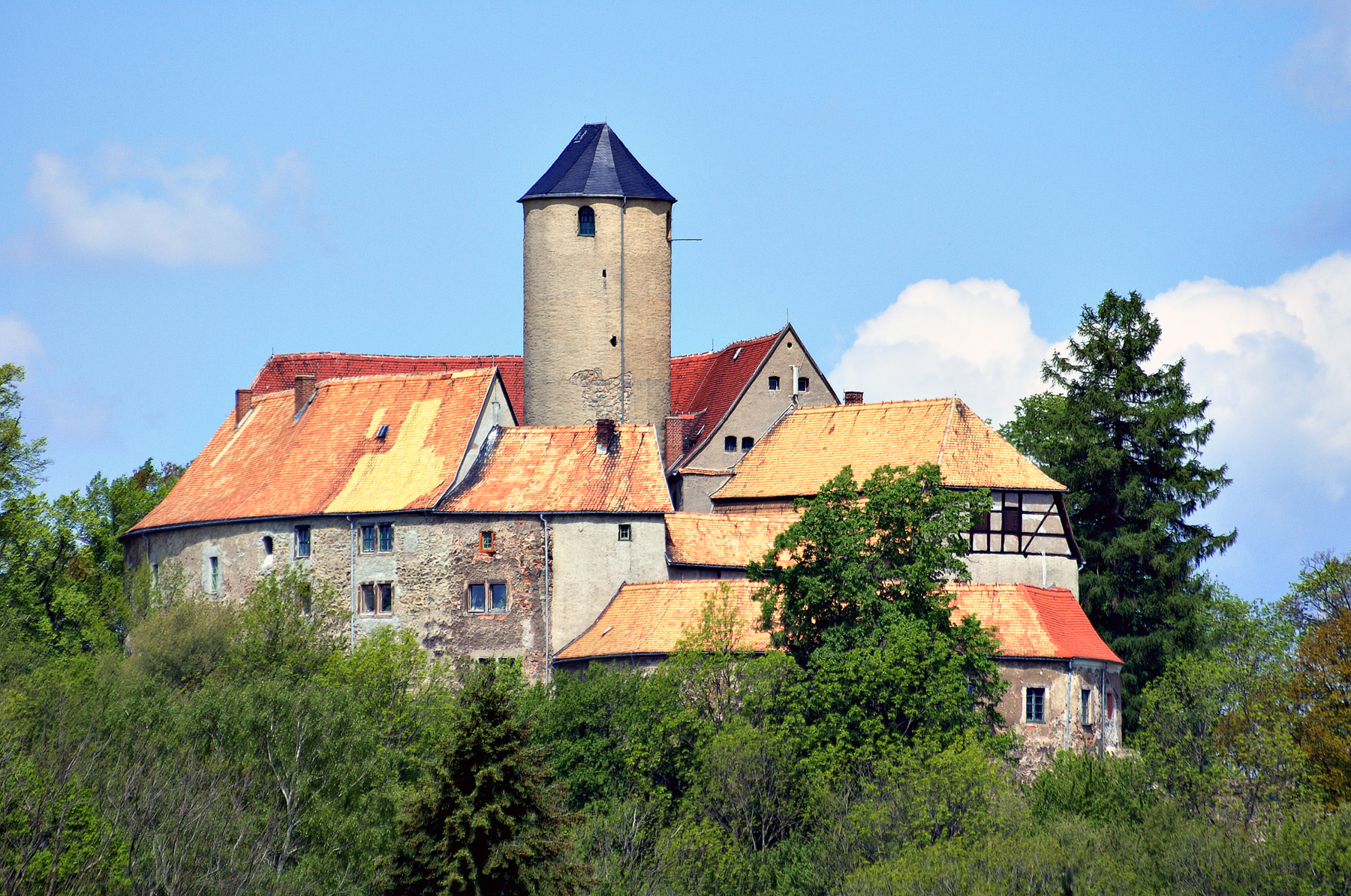
Burg Schönfels – Sitz der Familie von 1459 bis 1586

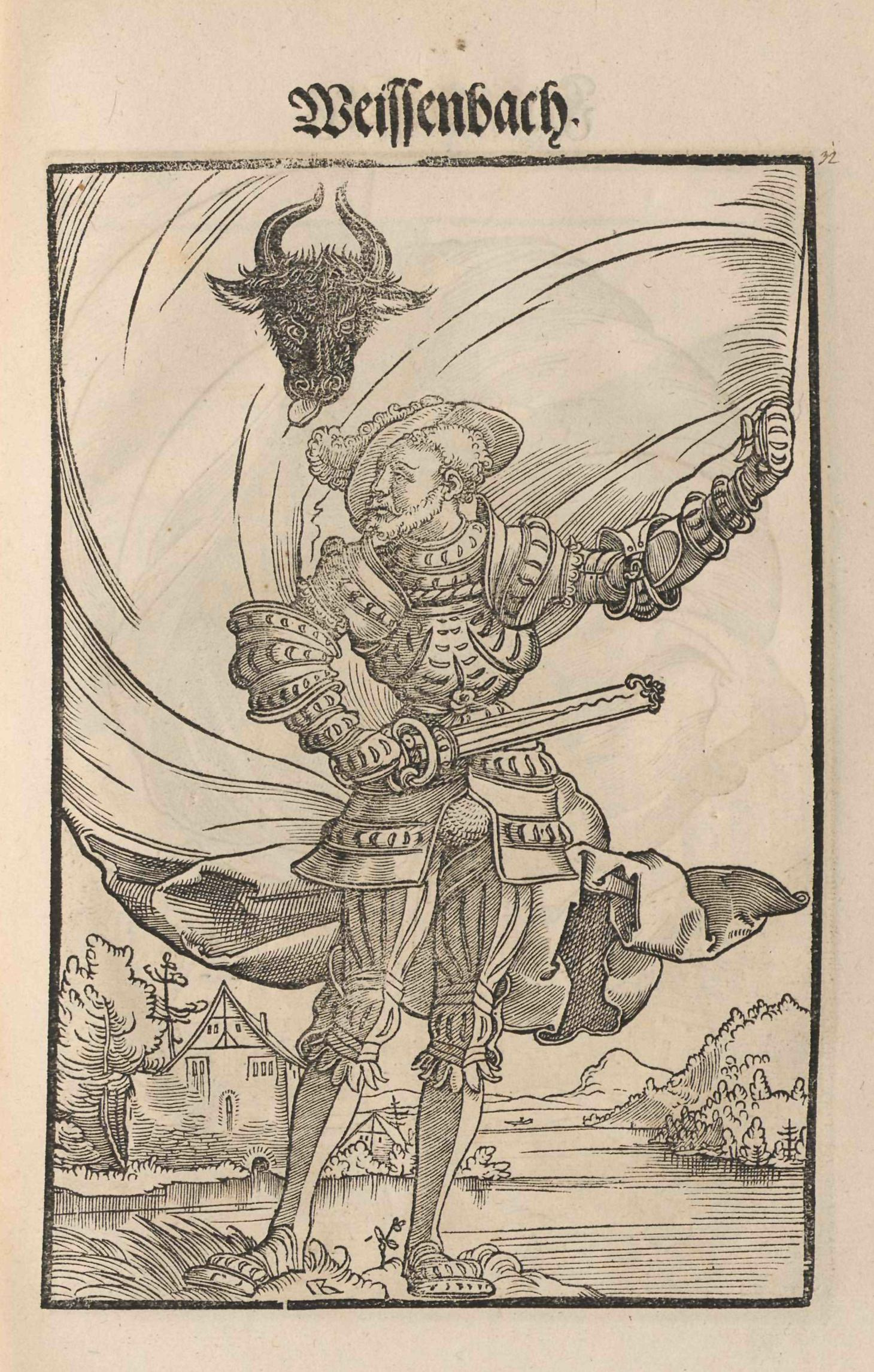
Reichserbvierritter von Weißenbach, Holzschnitt von Jacob Kallenberg (1545)

Erste Erwähnungen des Namens sind mit Heinrich von Weißenbach 1217 und im Sächsischen Staatsarchiv – Hauptstaatsarchiv Dresden mit Conradus de Wizzenbach vom 7. September 1271 zu finden.
Unter Reinhards Söhnen teilte sich der Stamm in die Hauptäste Weißenbach-Schönfels durch Otto, und Altenberga, durch Hermann, welcher letzterer aber im 16. Jahrhundert erlosch. Ottos ältester Sohn war Johann von Weißenbach († 1487), von 1476 bis 1487 Bischof von Meißen; der jüngere Sohn war Hermann von Weißenbach, Amtshauptmann im Voigtlande und Kurfürst Ernsts Geheimer Rat, der die Burg Schönfels Mitte des 15. Jahrhunderts in Besitz nahm. Von 1459 bis 1586 war die Familie von Weißenbach auf der Burg Schönfels ansässig und prägte das noch heute erhaltene Erscheinungsbild der mittelalterlichen Burg.
Hermanns ältester Sohn war Wolf von Weißenbach. Er erhielt das Lehen über Schönfels und pflanzte die Weissbacher Linie fort, die bis gegen Ende des 16. Jahrhunderts noch auf der Stammburg Schönfels gesessen, später auf Audigast, Mitte des 17. Jahrhunderts erlosch.
Hermanns zweiter Sohn Otto von Weißenbach erhielt mit Diplom vom 20. März 1506 den erblichen Reichserbvierritterstand.
Hermanns jüngster Sohn Hans kaufte von Ehrenfried von Ende die Burg Crimmitschau.
Hansens Sohn war Georg Heinrich I. von Weißenbach († 1671), Herr auf Altranstädt, Oetzsch, Treben, Großlehna und Kleinmiltitz, kursächsischer Rat und Obersteuereinnehmer. Seine Frau war Anna Maria Sabina von Pölnitz (ca. 1620–1688), Tochter des Ehrenfried von Pölnitz (1577–1627) auf Dreitzsch, die 1646 für die Familie das Gut Altranstädt mit Zubehör für 13.200 fl. kaufte.
Der Sohn Georg Heinrich II. von Weißenbach († 1687), Domherr zu Merseburg, erbte Altranstädt. In erster Ehe war er verheiratet mit Martha von Minckwitz auf Sachsendorf († nach 1645). In zweiter Ehe war er verheiratet mit Barbara Hippolyta von Bredow. Sie war Erbin von Altranstädt und verkaufte das Gut 1689 an den Freiherrn Johann Georg von Meusebach auf Braunsdorf. Beider Sohn Georg Heinrich III. von Weißenbach war fürstlich Zeitzer Oberaufseher zu Plauen, Voigtsberg und Pausa. Mit Hans Georg von Weißenbach, kursächsischer Kammer- und Bergrat, starb die Linie 1729 ab.
Aus erster Ehe des Georg Heinrich II. stammte Christiane von Weißenbach (1645–1680), die 1656 Georg Vollrath von Zeutsch (1624–1689) heiratete. Sie starb im Kindbett beim 11. Kind in Halle. Ihr Ehemann war 1656–1659 Burggraf zu Mansfeld, 1659–1666 Hofmarschall beim Grafen Christian Friedrich von Mansfeld. Er kaufte 1661 das Gut Hedersleben und war um 1670–1680 Truchsess beim Administrator des Magdeburger Erzstiftes in Halle, August v. Sachsen-Weißenfels († 1680). Ihre Tochter Christiane Eleonora von Zeutsch (1666–1699) wurde durch Heirat 1687 Fürstin von Anhalt-Zerbst und ist eine Großmutter der späteren Zarin Katharina II.
Der ältere Sohn des Hans von Weißenbach auf Burg Crimmitschau war Hermann. Zwar hatte sein Sohn Hermann auf Thurm († 1596) zahlreiche Nachkommenschaft hinterlassen, sie starb jedoch in den 1830er Jahren mit Ludwig von Weißenbach, königlich sächsischen Kammerherrn auf Weissenborn bei Freiberg, ab. Aber Hermann auf Thurms Bruder Hans auf Lauterbach, vermählt mit Anna von Ende († 1584), war der nächste Stammvater aller noch blühenden Glieder des Geschlechts.
Die Ur-Ur-Enkel des Hans auf Lauterbach teilten sich wieder in zwei Linien. Stammvater der jüngeren ist Hans Hermann von Weißenbach auf Mosen († 1747). Dessen Sohn Christian Friedrich Hermann (1735–1807) auf Frauenhayn, kaiserlich-königlicher Oberst, vermählt mit Johanne Caroline von Seydlitz, neben einer Tochter Charlotte Luise, vermählte von Fabrice, nur einen Sohn hinterließ: Friedrich Carl Hermann von Weißenbach auf Frauenhayn (Frauenhain) und Zabeltitz, königlich sächsischer Oberhofmundschenk und Kammerherrn (1788–1852). Er vermählte sich 1813 mit Marie Charlotte Xaverine Princesse d’Esclignac, Tochter des Herzogs Henri de Preissac, duc d’Esclignac de Fimarcon Lomagne (1763–1837) und eine Enkelin des Prinzen Xavier, Administrator Kursachsens und Sohn König August III. von Polen. Neben einer Tochter Thérèse (* 1817; † 1904), Witwe des Hofmarschalls Felix von Globig, Oberhofmeisterin der Königin von Sachsen, starb die Linie mit dem einzigen Sohn Anton (1821–1861), verheiratet mit Luise von Nauendorf, ebenfalls aus. Der Sohn des Globigs nannte sich dann mit kgl. sächs. Namenvereinigung seit 1904 Friedrich August von Globig-Weißenbach und war zuletzt Oberst.
Die ältere Linie (Lauterbach), Reichstädt, genannt noch Christian Ernst auf Reichstädt († 1731) vermählt mit Magdalena von Schönberg, wurde fortgepflanzt durch Carl Haubold, polnisch-kursächsischer Hauptmann († 1754), vermählt mit Dorothea Eleonore von Weißenbach-Thurm. Dessen Sohn Carl Christian (1720–1777), kaiserlich-königlicher Oberst, vermählt mit Maria Catharine von Lanko († 1806), und dessen Sohn Carl Christian Emil (1752–1820), königlich sächsischer Geheimer Legationsrat und Geheimer Kabinettsarchivar, vermählte sich 1797 mit Henriette Charlotte Wilhelmine Freiin von Seckendorf (1767–1837). Dessen älterer Sohn Karl Gustav Adalbert (1797–1846), königlich sächsischer Geheimer Regierungsrat, vermählte sich 1827 mit Ludolfine Freiin von Seckendorf-Gudent (* 1805). Als er starb hinterließ er, nachdem ihm vorher drei Söhne verstorben waren, nur zwei Töchter: Meta (* 1838) und Anna (* 1843).
Der jüngere Adolf Carl Hermann Freiherr von Weißenbach (* 1802), königlich sächsischer Wirklicher Geheimer Rat, Direktor der Ober-Rechnungskammer und der Ersten Abteilung des Finanzministeriums, heiratete 1832 Thérèse Rosalie Freiin von Seckendorf-Gudent aus dem Hause Weischlitz (* 1812) und setzte den Stamm durch drei Söhne fort: Bernhard Ernst (* 1833) kaiserlich-königlicher Linienschiffs-Lieutenant, Paul Georg (* 1837) königlich sächsischer Regierungsreferendar zu Dresden und den Juristen Hans Adolf (* 1847).

## Standeserhebungen
- Reichserbvierritterstand,[4] nach Erlöschen derer von Meldingen, mit Diplom vom 20. März 1506.
- 1510 wurde für Hans sowie Otto von Weißenbach die königliche Berechtigung erteilt den Freiherrentitel des Heiligen Römischen Reichs zu tragen.
- Freiherrenstand des Königreich Sachsens, Anerkennungsdiplom vom 21. Februar 1853 für Carl Adolph Hermann von Weißenbach, königlich sächsischer Geheimer Finanzrat und Direktor der Ober-Rechnungskammer, unter Anerkennung des Freiherrenstandes aller Freiherren von Weißenbach in Sachsen.
- Reichsgrafenstand, Diplom vom 18. Februar 1730, für Johann Bernhard von Weißenbach, kaiserlich russischer General.

### Wappen

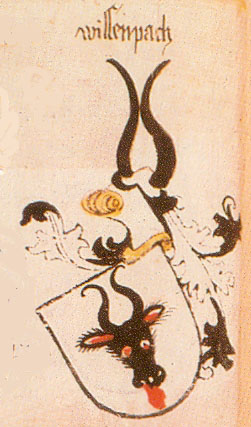
Wappen derer von Wissenpach im Ingeram-Codex

Das Wappen zeigt einen hersehenden, schwarzen, rotgezungten Stierkopf auf silbernen Grund, aus dessen Ohren rote (auch rot-goldene) Flammen hervorschlagen. Auf dem Helm mit schwarz-silbernen Decken zwei von Schwarz und Silber übereck geteilte Stierhörner.

## Namensträger
- Johann von Weißenbach († 1487), Bischof von Meißen
- Johann Bernhard von Weißenbach, kaiserlich russischer General, seit 1730 Reichsgraf
- Karl Gustav Adalbert von Weissenbach (1797–1846), sächsischer Geheimer Regierungsrat, Bergmeister und Mineraloge